# HAT-P-27
HAT-P-27 eller WASP-40, är en dubbelstjärna i den norra delen av stjärnbilden Jungfrun. Den har en kombinerad skenbar magnitud av ca 12,21 och kräver ett teleskop för att kunna observeras. Baserat på parallax enligt Gaia Data Release 2 på ca 5,0 mas, beräknas den befinna sig på ett avstånd på ca 653 ljusår (ca 200 parsek) från solen. Den rör sig närmare solen med en heliocentrisk radialhastighet på ca -16 km/s.

## Egenskaper
Primärstjärnan HAT-P-27 A är en gul till vit stjärna i huvudserien av spektralklass G8 V. Den har en massa som är ca 0,95 solmassa, en radie som är ca 0,90 solradie och har ca 0,57 gånger solens utstrålning av energi från dess fotosfär vid en effektiv temperatur av ca 5 300 K.
En undersökning 2015 upptäckte en svag följeslagare kring stjärnan med en beräknad separation av 0,656 bågsekund. Den visades 2016 vara fysiskt bunden till primärstjärnan.

## Planetsystem
År 2011 upptäcktes en transiterande het exoplanet HAT-P-27b av Jupitertyp i en svagt excentrisk bana. Planetens jämviktstemperatur är 1 207 ± 41 K. En undersökning 2013 misslyckades med att hitta någon Rossiter-McLaughlin-effekt och kunde därför inte avgränsa planetbanans  lutningen till primärstjärnans ekvatorialplan. Inget avtagande omlopp upptäcktes som 2018, trots planetens närhet till stjärnan.
Förekomsten av ytterligare en exoplanet i systemet har misstänkts sedan 2015.
| Planet | Massa            | Halv storaxel (AE) | Siderisk omloppstid (d) | Excentricitet | Inklination | Radie                 |
| ------ | ---------------- | ------------------ | ----------------------- | ------------- | ----------- | --------------------- |
| b      | 0,660 ± 0,033 MJ | 0,0403 ± 0,0005    | 3,039586 ± 0,000012     | 0,078 ± 0,047 | 85,0± 0,2°  | 1,038 +0,077−0,058 RJ |